# 정정훈 (촬영 감독)
정정훈(丁正勳, Chung Chung-hoon, 1970년 6월 15일 ~ )은 대한민국의 촬영 감독이다. 영화 《나와 친구, 그리고 죽어가는 소녀》, 《그것》, 《커런트 워》 등 작품들의 촬영감독을 맡으며 할리우드에서도 활동하고 있다.
동국대학교 연극영화과를 졸업했으며, 1996년 양윤호 감독 영화 《유리》를 통해 장편 데뷔를 했다.

## 학력
- 동국대학교 연극영화과 졸업

## 작품 목록

### 연출
- 초록별을 지켜라 (단편, 1992)
- 초록별의 몰락 (단편, 1994)
- 카드 이야기 (단편, 1994)

### 촬영
- 유리 (1996)
- 그렇게 김순임은 강두식을 만났다 (1999)
- 찍히면 죽는다 (2000)
- 고해 (2001)
- 올드보이 (2003)
- 쓰리, 몬스터 (2004)
- 남극일기 (2005)
- 다세포 소녀 (2006)
- 친절한 금자씨 (2005)
- 싸이보그지만 괜찮아 (2006)
- 박쥐 (2009)
- 구르믈 버서난 달처럼 (2010)
- 부당거래 (2010)
- 평양성 (2010)
- 신세계 (2012)
- 스토커 (2013)
- 블러바드 (2014)
- 나와 친구, 그리고 죽어가는 소녀 (2015)
- 아가씨 (2016)
- 그것 (2017)
- 커런트 워 (2017)
- 호텔 아르테미스 (2018)
- 좀비랜드: 더블 탭 (2019)
- 지진새 (2019)
- 라스트 나이트 인 소호 (2021)
- 언차티드 (2021)

## 출연
- 《미쓰 홍당무》(2008년) 특별출연(학교 경비원 역)